# Capella dels Catalanes (Aranyel)
La capella dels Catalanes és una ermita situada a Los Catalanes, un mas despoblat del terme municipal d'Aranyel, a la comarca de l'Alt Millars, al País Valencià.

## Arquitectura

### Estructura
El temple està format per una nau de planta rectangular dividida en dos trams a la qual s'accedeix a través d'un arc de mig punt que degué emmarcar una porta ara desapareguda. A esquerra i dreta de l'atri, el conjunt és completat per dos arcs més de similars característiques. Al sud de l'Altar major, un buit comunica amb la sagristia.
El sostre, que s'ha enfonsat quasi per complet, era de volta de canó.

### Ornamentació
Dels elements decoratius de l'interior de la Capella, se n'han conservat pocs d'exemples. Així doncs, hi resten algunes motllures a la part superior dels pilars, i vestigis de pintura blava per tot arreu. També, el dispensador de l'aigua beneïda, de ceràmica blanca.
A la part superior del llindar que separa les dues parts de la nau, hi ha una peça triangular on es llegeix la inscripció Año 1862 i, per sota, Lo hizo José Catalán Manzano.

### Altar major
L'Altar major és la resta més significativa de tot el temple. Es tracta d'un senzill conjunt d'inspiració neoclàssica format per dos pilars i un travesser que emmarquen la taula on se celebra l'eucaristia i un marc on, segurament, hi hagué algun llenç ara desaparegut. Tot açò és rematat per un medalló acompanyat per motius florals. Just al seu davant, s'hi conserven algunes rajoles del paviment original.